# صحوة الرجل المريض (كتاب)
صحوة الرجل المريض كتاب ألفهُ الباحث والمفكر السوري موفق بني المرجة، وقدمه لنيل درجة الماجستير في الدراسات الإسلامية وموضوعها: (السلطان عبد الحميد الثاني ومشروع الجامعة الإسلامية)، واختار الباحث موضوعاً لهُ أهميتهُ العلمية القصوى عند المسلمين، إذ اختلف الباحثون في تقويم شخصية السلطان عبد الحميد الثاني، وهي شخصية تاريخية لها ثقلها في العالم العربي والإسلامي، واتبع الباحث منهج البحث العلمي التأريخي، وحَرَص على الطريقة الموضوعية في بيان التسلسل الزمني وتبويب الأبواب في الرسالة، واهتم كذلك بالربط بين جوانب الحياة السياسية والدينية والاقتصادية والاجتماعية. وعقد كثيرًا من الدراسات المقارنة المفيدة، بين عصر السلطان عبد الحميد الثاني والعصور السابقة واللاحقة له.

## تاريخ البحث
سجل الباحث موفق بني المرجة في 26 نوفمبر 1977م، موضوع رسالة لنيل شهادة (ماجستير) في التاريخ والدراسات الإسلامية، في معهد الدراسات الإسلامية في القاهرة، وقد حصل على الشهادة عام 1399هـ/ 1979م.
وتألفت لجنة الحُكم على الرسالة من:
- الأستاذ الدكتور علي حسني الخربوطلي، وهو أستاذ التأريخ الإسلامي في جامعة عين شمس.
- الدكتور سيد رجب حراز، وهو أستاذ التاريخ الحديث في كلية الآداب بجامعة القاهرة.
- الدكتور أحمد الشرباصي، أستاذ الدراسات الإسلامية في جامعة الأزهر، والأستاذ بمعهد الدراسات الإسلامية.

## طباعة الكتاب
طُبع الكتاب في دولة الكويت في "شركة دار الكويت للطباعة"، في شهر مايو من عام 1984م، باسم (صحوة الرجل المريض أو السلطان عبد الحميد الثاني والخلافة الإسلامية). وصدرت الطبعة التاسعة منه عن مؤسسة الريان ودار البيادق، عام 1999.
يقع البحث في سبعة أبواب مقسمة إلى عدة فصول، وهو كتاب تأريخي إسلامي، يحتوي على الكثير من الصور والخرائط والوثائق النادرة للدولة العثمانية.

## انتقادات
يؤكد الباحث جمال الدين فالح الكيلاني أن كتاب صحوة الرجل المريض من أهم الكتب في تاريخ الدولة العثمانية بعهدها الأخير، ولا سيَّما في سيرة السلطان عبد الحميد الثاني، وممَّا يؤخذ على المؤلف موفق بني المرجة شنه هجومًا غير مسبوق ودون تحفظ على المصلح جمال الدين الأفغاني، ممَّا يدعونا إلى التوقف والتأمُّل في هذه الجزئية، وإلا فإن الكتاب تحفة تاريخية حقيقية بكل الأبعاد، وكل من كتب بعده من المؤرِّخين اعتمد عليه في استشهاداته.